# 2023 у кіно
2023 у кіно — огляд подій, що відбудуться у 2023 році у кінематографі, у тому числі найкасовіші фільми, церемонії нагородження, фестивалі, а також список випущених фільмів та список померлих діячів у кіно.
У 2023 році загальні збори в українських кінотеатрах склали 61,3 млн дол. (2,2 млрд грн). Водночас частка українських фільмів досягла історичного рекорду 14,5% (324 млн грн).
За даними Європейської аудіовізуальної обсерваторії, Україна очолила топ-країн, які продемонстрували найбільше зростання відвідуваності кінотеатрів, із результатом 60,1%. Крім того, Україна увійшла до трійки країн із найбільшим зростанням частки національного кіно в прокаті (на 8,3 п. п.).

## Найкасовіші фільми
| №  | Назва                       | Дистриб'ютор  | Світові збори   |
| -- | --------------------------- | ------------- | --------------- |
| 1  | Барбі                       | Warner Bros.  | 1 445 638 421 $ |
| 2  | Брати Супер Маріо в кіно    | Universal     | 1 361 972 248 $ |
| 3  | Оппенгеймер                 | Universal     | 960 618 848 $   |
| 4  | Вартові галактики 3         | Disney        | 845 555 777 $   |
| 5  | Форсаж 10                   | Universal     | 714 582 375 $   |
| 6  | Людина-павук: Крізь Всесвіт | Sony Pictures | 690 897 910 $   |
| 7  | Повноводна червона річка    | CFGC          | 634 631 282 $   |
| 10 | Вонка                       | Warner Bros.  | 625 290 096 $   |
| 8  | Мандрівна Земля 2           | CFGC          | 604 460 538 $   |
| 9  | Русалонька                  | Disney        | 569 626 289 $   |

### Україна
До топ-10 українського прокату вперше в історії увійшли одразу дві українські стрічки — «Мавка. Лісова пісня» і «Довбуш».
| №  | Назва                | Дистриб'ютор    | Збори, грн  | Збори, дол |
| -- | -------------------- | --------------- | ----------- | ---------- |
| 1  | Мавка. Лісова пісня  | Kinomania, FUAD | 156 161 727 | 4 270 378  |
| 2  | Аватар: Шлях води*   | Kinomania       | 128 299 381 | 3 508 458  |
| 3  | Барбі                | Kinomania       | 123 370 194 | 3 373 665  |
| 4  | Оппенгеймер          | B&H             | 122 716 202 | 3 355 781  |
| 5  | Довбуш               | Kinomania, FUAD | 68 531 881  | 1 874 064  |
| 6  | Вартові галактики 3  | Kinomania       | 67 704 142  | 1 851 428  |
| 7  | Пʼять ночей у Фредді | B&H             | 65 985 861  | 1 816 942  |
| 8  | Вонка                | Kinomania       | 63 727 351  | 1 719 883  |
| 9  | Форсаж 10            | B&H             | 62 861 005  | 1 718 989  |
| 10 | Стихії               | Kinomania       | 60 895 812  | 1 665 249  |

* — збори за 2023 рік, фільм був також в прокаті в іншому році

## Нагороди
| Категорія                       | Золотий глобус 7 січня 2024                  | Золотий глобус 7 січня 2024                  | Вибір критиків 14 січня 2024          | БАФТА 18 лютого 2024                         | Гільдії продюсерів, режисерів, кіноакторів та сценаристів 10 лютого - 14 квітня 2024 | Оскар 10 березня 2024                        |
| Категорія                       | Драма                                        | Комедія або мюзикл                           | Вибір критиків 14 січня 2024          | БАФТА 18 лютого 2024                         | Гільдії продюсерів, режисерів, кіноакторів та сценаристів 10 лютого - 14 квітня 2024 | Оскар 10 березня 2024                        |
| ------------------------------- | -------------------------------------------- | -------------------------------------------- | ------------------------------------- | -------------------------------------------- | ------------------------------------------------------------------------------------ | -------------------------------------------- |
| Найкращий фільм                 | Оппенгеймер                                  | Бідолашні створіння                          | Оппенгеймер                           | Оппенгеймер                                  | Оппенгеймер                                                                          | Оппенгеймер                                  |
| Найкращий режисер               | Крістофер Нолан (Оппенгеймер)                | Крістофер Нолан (Оппенгеймер)                | Крістофер Нолан (Оппенгеймер)         | Крістофер Нолан (Оппенгеймер)                | Крістофер Нолан (Оппенгеймер)                                                        | Крістофер Нолан (Оппенгеймер)                |
| Найкращий актор                 | Кілліан Мерфі (Оппенгеймер)                  | Пол Джаматті (Залишенці)                     | Пол Джаматті (Залишенці)              | Кілліан Мерфі (Оппенгеймер)                  | Кілліан Мерфі (Оппенгеймер)                                                          | Кілліан Мерфі (Оппенгеймер)                  |
| Найкраща акторка                | Лілі Гладстон (Вбивці квіткової повні)       | Емма Стоун (Бідолашні створіння)             | Емма Стоун (Бідолашні створіння)      | Емма Стоун (Бідолашні створіння)             | Лілі Гладстон (Вбивці квіткової повні)                                               | Емма Стоун (Бідолашні створіння)             |
| Найкращий актор другого плану   | Роберт Дауні (молодший) (Оппенгеймер)        | Роберт Дауні (молодший) (Оппенгеймер)        | Роберт Дауні (молодший) (Оппенгеймер) | Роберт Дауні (молодший) (Оппенгеймер)        | Роберт Дауні (молодший) (Оппенгеймер)                                                | Роберт Дауні (молодший) (Оппенгеймер)        |
| Найкраща акторка другого плану  | Да'Він Джой Рендольф (Залишенці)             | Да'Він Джой Рендольф (Залишенці)             | Да'Він Джой Рендольф (Залишенці)      | Да'Він Джой Рендольф (Залишенці)             | Да'Він Джой Рендольф (Залишенці)                                                     | Да'Він Джой Рендольф (Залишенці)             |
| Найкращий адаптований сценарій  | Артур Арарі й Жустін Тріє (Анатомія падіння) | Артур Арарі й Жустін Тріє (Анатомія падіння) | Корд Джефферсон (Американське чтиво)  | Корд Джефферсон (Американське чтиво)         | Корд Джефферсон (Американське чтиво)                                                 | Корд Джефферсон (Американське чтиво)         |
| Найкращий оригінальний сценарій | Артур Арарі й Жустін Тріє (Анатомія падіння) | Артур Арарі й Жустін Тріє (Анатомія падіння) | Ґрета Ґервіґ і Ноа Баумбак (Барбі)    | Артур Арарі й Жустін Тріє (Анатомія падіння) | Девід Гемінгсон (Залишенці)                                                          | Артур Арарі й Жустін Тріє (Анатомія падіння) |
| Найкращий анімаційний фільм     | Хлопчик і чапля                              | Хлопчик і чапля                              | Людина-павук: Крізь Всесвіт           | Хлопчик і чапля                              | Людина-павук: Крізь Всесвіт                                                          | Хлопчик і чапля                              |
| Найкраща музика до фільму       | Людвіг Йоранссон (Оппенгеймер)               | Людвіг Йоранссон (Оппенгеймер)               | Людвіг Йоранссон (Оппенгеймер)        | Людвіг Йоранссон (Оппенгеймер)               | —                                                                                    | Людвіг Йоранссон (Оппенгеймер)               |
| Найкраща пісня до фільму        | «What Was I Made For?» (Барбі)               | «What Was I Made For?» (Барбі)               | «I'm Just Ken» (Барбі)                | —                                            | —                                                                                    | «What Was I Made For?» (Барбі)               |
| Найкращий фільм іноземною мовою | Анатомія падіння                             | Анатомія падіння                             | Анатомія падіння                      | Зона інтересу                                | —                                                                                    | Зона інтересу                                |
| Найкращий документальний фільм  | —                                            | —                                            | Незмінний: Історія Майкла Дж. Фокса   | 20 днів у Маріуполі                          | Американська симфонія                                                                | 20 днів у Маріуполі                          |

Золота пальмова гілка (Каннський кінофестиваль 2023)
- «Анатомія падіння» режисерки Жустін Тріє ( Франція)

Золотий лев (80-й Венеційський міжнародний кінофестиваль)
- «Бідолашні створіння» режисера Йоргоса Лантімоса ( Ірландія,  Велика Британія,  США)

Золотий ведмідь (Берлінський міжнародний кінофестиваль 2023)
- «На Адаманті» режисера Ніколя Філібера ( Франція)

Приз глядацьких симпатій (Міжнародний кінофестиваль у Торонто 2023)
- «Американське чтиво» режисера Корда Джефферсона ( США)

## Фільми

### Поквартальний календар
Нижче наведені таблиці фільмів відсортованих відносно дати виходу в прокат в Україні.

## Померли
Ніна Матвієнко
Про смерть Ніни Матвієнко стало відомо 9 жовтня. Фанати навіть не здогадувалися про те, що у зірки є проблеми зі здоров'ям, але як з'ясувалося пізніше, вона декілька місяців почувалася дуже погано, а колеги наполегливо радили їй лікуватися.
Родина натомість попросила не згадувати про те, як артистка проводила свої останні дні. Зі співачкою попрощалися в київській філармонії. Подейкували, що черга була настільки великою, що простяглася вздовж усієї вулиці. Але на жаль, не обійшлося і без бруду. Після похорон артистки на поверхню почали впливати доволі скандальні деталі її життя.
Сергій Сивохо
Сергій Сивохо пішов з життя у німецькій лікарні. Причина смерті — поліорганна недостатність. Новина про відхід чоловіка на той світ одразу ж наробила багато шуму, але пізніше її спростували. Мовляв, чоловік не помер, а його родина просто отримала запит на відключення Сергія від апаратів життєзабезпечення.
Ян Табачник
Ян Табачник також пішов з життя дуже несподівано, а про смерть чоловіка повідомив журналіст Дмитро Гордон, не забувши пригадати про те, що вони були близькими друзями. Віртуоз-акордеоніст останні роки вів доволі тихий образ життя та зайвий раз не показувався в інформаційному просторі.
Сергій Гладков
19 жовтня стало відомо про смерть популярного актора Сергія Гладкова. Причина смерті наразі невідома. Його не стало у віці 60 років. Про це повідомив актор творчої групи «Каламбур» Вадим Набоков на своїй сторінці у Facebook. Зазначимо, Гладков був одним з акторів, творців та сценаристів гумористичної програми «Каламбур».
Євген Щавлінський
У віці 25 років помер учасник 8 сезону музичного проєкту «Голос країни» Євген Щавлінський. Причиною смерті співака стала онкологія, з якою він боровся 2 роки. У 2021 Євген одружився. Дружина підтримувала його на нелегкому шляху боротьби з раком.
Юрій Потапенко
У цьому році також не стало актора театру й кіно, режисера Юрія Потапенка. Артист передчасно помер через проблеми із серцем.
Олексій Хільський
Війна забрала життя актора Олексія Хільського, відомого за ролями в серіалах «Лікар Ковальчук», «Нюхач» та інших. 35-річний чоловік воював у складі 46-ї окремої аеромобільної бригади десантно-штурмових військ.
Олександр Востряков
Багаторічний соліст Національної опери України та професор НМАУ ім. Чайковського помер у 79 років. Причина його смерті не називається.
Ольга Кузьменко
У вересні померла українська письменниця та освітянка, мама Кузьми Скрябіна Ольга Кузьменко. Ще навесні жінка захворіла і тривалий час була у лікарні. Згодом її виписали додому. Перед смертю у мами Кузьми підскочив тиск і її забрала швидка, де і зупинилося її серце.
Джерело
Радіо Трек: НОВИНИ
- 9 жовтня — Панич Юліан Олександрович, радянський актор та режисер театру і кіно, сценарист.
- 28 жовтня — Тенгіз Арчвадзе, радянський і грузинський актор.